# Jeanne Renaud-Mornant
Jeanne Renaud-Mornant, née Jeanne Camille Renaud, (8 août 1925, Vellexon - 12 septembre 2012, Issy-les-Moulineaux) est une biologiste française spécialiste de la méiofaune.

## Biographie
Jeanne Renaud-Mornant commence sa carrière en 1951 et s'intéresse rapidement à la méiofaune, un compartiment faunistique définit par J.M. Mare en 1942 et constitué de petits métazoaires benthiques d'une taille inférieure au millimètre. Elle obtient en 1953 une bourse Fulbright afin de continuer ses études aux États-Unis, en Floride et soutient sa thèse de doctorat à la Sorbonne en 1961. Peu après, elle participe à la première conférence internationale sur la méiofaune à Tunis et s'impliquera de plus en plus dans cette communauté scientifique en apportant sa contribution à la création de l’Association internationale des méiobenthologistes (IAM: International Association of Meiobenthologists) qu’elle présidera en 1976-1977 et en participant au comité d'édition de la lettre d'information officielle de l'IAM : Psamonalia.
En 1967, ses travaux lui valent d'être sollicité par le Muséum national d'histoire naturelle (MNHN) pour prendre en charge la collection nationale des «Vers libres» dans laquelle elle ajoute en 1986, la section méiofaune qui est aujourd'hui une collection à part entière composée de spécimens de nématodes libres marins, de Gastrotriches, Kinorhynques, Tardigrades, Turbellariés, Rotifères, Annélides, et de groupes mineurs variés tel que les Loricifères. Elle participe également à la mise en scène de l’espace méiofaune de la grande galerie de l'Évolution.
Morphologiste reconnue, Jeanne Renaud-Morant participe également à de nombreux travaux dans les domaines de l'écophysiologie, et de la phylogénie de la méiofaune. Elle décrit de nombreuses espèces de mystacocarides et de gastrotriches ainsi que 56 espèces, 15 genres et 5 nouvelles familles et sous familles de tardigrades (Coronarctidae, Euclavarctinae, Florarctinae, etc.).

## Quelques taxons nommés en son honneur
- Sphaerosyllis renaudae Hartmann-Schroder 1958
- Paracharon renaudae Coineau 1968
- Stilestrongylus renaudae Durette-Desset 1970
- Chromaspirina renaudae Boucher 1975
- Renaudcypris McKenzie 1980
- Renaudcyprinae McKenzie 1980
- Renaudarctus Kristensen & Higgins 1984
- Renaudarctidae Kristensen & Higgins, 1984
- Syringolaimus renaudae Gourbault & Vincx 1985
- Inanidrilus renaudae Erseus 1985
- Thaumastoderma renaudae Kisielewski 1988
- Parastygarctus renaudae Grimaldi de Zio, D’Addabbo Gallo, Morone De Lucia & Daddabbo, 1987
- Rugiloricus renaudae Kristensen, Neves & Gad 2013